# Етьєн Фурмон
Етьє́н Фурмо́н (фр. Étienne Fourmont ; 23 червня 1683, Ербле — 8 грудня 1745, Париж) — французький сходознавець; брат мовознавця Мішеля Фурмона (1690—1746).

## З біографії
Вивчав єврейську мову і написав працю «Nouvelle Critique Sacrée» (1705), що набула певного розголосу.

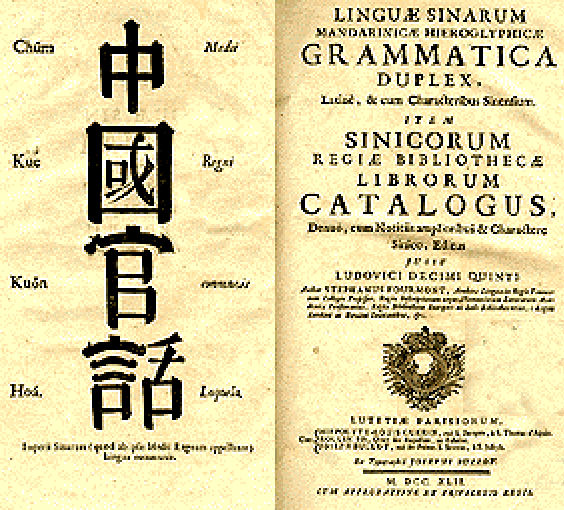
Китайська граматика Фурмона (1742 рік)

Співпрацював у фр. Bibliothèque britannique абата Біньйона, вів жваву полеміку з Кальме з приводу його «Commentaire sur la Genèse», писав єврейську граматику, перекладав «Коментарі до Екклезіаста» рабина Авраама ібн Езра.
1713 року був обраний в Академію написів і красного письменства, де йому було доручено перегляд книг. Брав діяльну участь у суперечці про Гомера і надрукував «La Véritable Connaissance d'Homere» та «Examen pacifique de la querelle de M-me Dacier et de M. Lamothe»; але обидві статті залишилися непоміченими.
1715 року зайняв кафедру арабської мови в Колеж де Франс . Того ж року у співпраці з китайським переклалачем і письменником Аркадіо Хуанг (англ. Arcadio Huang, фр. Arcade Huang), почав працю з китайської граматики . 1719 року закінчив першу частину праці; 1716 року Хуанг помер, і Фурмон закінчив граматику тільки 1728 року (граматика вийшла друком 1742 року).

## Праці
- Nouvelle Critique Sacrée (1705)
- Les 214 clefs de l'écriture chinoise (1719)
- Grammatica Sinica — початкова версія (1728)
- Reflexions critiques sur les histoires des anciens peuples (1735).
- Meditationes Sinicae (1737)
- Grammatica Sinica — закінчена праця (1742)

У періодичних виданнях Академії написів опублікував чимало статей про східну літературу.